# Dialakoro (Mandiana)
Dialakoro es una localidad de la prefectura de Mandiana en la región de Kankan, Guinea, con una población censada en marzo de 2014 de 63 051 habitantes.
Se encuentra ubicada al noreste del país, cerca de la frontera con Malí.